# مطار باليرمو الدولي
مطار باليرمو (بالإيطالية: Aeroporto di Palermo-Punta Raisi)(إياتا: PMO، إيكاو: LICJ) يقع على بعد 19 ميل بحري أو 35 كم شمال غرب باليرمو، عاصمة جزيرة صقلية الإيطالية. المطار هو واحد من أكثر المطارات ازدحاماً في إيطاليا، مع 7,018,087 مسافراً في عام 2019.

## شركات الطيران والوجهات
| شركـات طيـران                   | الوجهات |
| ------------------------------- | --- |
| AeroItalia                      | مطار ليوناردو دا فينشي موسمي: مطار أوريو أل سيريو (تبدأ في 3 يوليو 2023) |
| الخطوط الجوية الفرنسية          | موسمي: مطار باريس شارل ديغول |
| طيران مالطا                     | مطار مالطا الدولي |
| طيران صربيا                     | مطار نيكولا تسلا في بلغراد |
| Albastar                        | مطار مالبينسا، مطار ليوناردو دا فينشي |
| الخطوط الجوية النمساوية         | موسمي: مطار فيينا الدولي |
| الخطوط الجوية البريطانية        | موسمي: مطار لندن هيثرو |
| الخطوط الجوية الكرواتية         | موسمي عارض: Mostar |
| DAT                             | مطار لامبيدوزا، مطار بانتيليريا |
| إيزي جيت                        | مطار بازل - ميلوز - فريبورغ الأوروبي، مطار جنيف الدولي، مطار لندن لوتن، مطار مالبينسا، مطار نابولي، مطار نيس كوت دازور، مطار باريس شارل ديغول موسمي: مطار سخيبول أمستردام، مطار غاتويك، مطار ليون سانت إكسوبيري، مطار باريس أورلي، مطار بورتو الدولي (تبدأ في 1 يوليو 2023) |
| يورو وينجز                      | موسمي: مطار كولونيا بون الدولي، مطار دوسلدورف الدولي، مطار شتوتغارت الدولي |
| Iberia Express                  | موسمي: مطار مدريد باراخاس الدولي |
| إيتا (شركة طيران)               | مطار ليناتي، مطار ليوناردو دا فينشي |
| لوفتهانزا                       | مطار فرانكفورت، مطار ميونخ الدولي |
| لوكس إير                        | موسمي: مطار لوكسمبورغ |
| آير شاتل النرويجية              | موسمي: مطار كوبنهاغن (تبدأ في 23 يونيو 2023)، مطار ستوكهولم أرلاندا |
| رايان إير                       | مطار برشلونة الدولي، مطار باري كارل فويتيالا ‏، مطار بوفيه - تيه، مطار أوريو أل سيريو، مطار برلين براندنبرغ، مطار بولونيا، مطار هنري كواندا الدولي، مطار بودابست فرانز ليست الدولي، Cagliari، مطار بروكسل شارلروا الجنوب، مطار كولونيا بون الدولي، مطار كونيو الدولي، مطار دبلن الدولي، مطار إدنبرة، Forlì، مطار جنوة كريستوفورو كولومبو، مطار كارلسروه/بادن-بادن، مطار كراكوف، مطار لندن ستانستد، مطار مدريد باراخاس الدولي، مطار مارسيليا، مطار ميمينجين، مطار مالبينسا، مطار نابولي، مطار نورمبرغ، Parma، Perugia، مطار بيزا الدولي، مطار ليوناردو دا فينشي، مطار تورينو، مطار بلنسية، مطار البندقية ماركو بولو، Verona، مطار فروتسواف موسمي: Alghero، Brindisi، مطار فرانكفورت هان، Rimini، Trieste، مطار فيينا الدولي |
| الخطوط الجوية الإسكندنافية      | موسمي: مطار كوبنهاغن، مطار أوسلو-غاردرموين، مطار ستوكهولم أرلاندا |
| خطوط ترافل سيرفس الجوية         | موسمي عارض: مطار كاتوفيتشي، مطار فاكلاف هافيل الدولي، مطار وارسو فريدريك شوبان |
| الخطوط الجوية الدولية السويسرية | مطار زيورخ الدولي |
| ترانسافيا                       | موسمي: مطار روتردام لاهاي |
| ترانسافيا فرنسا                 | مطار باريس أورلي موسمي: مطار ليون سانت إكسوبيري، مطار مونبلييه ميديتيراني، مطار نانت |
| توي فلاي بلجيكا                 | موسمي: مطار بروكسل الدولي |
| أركي فلاي                       | موسمي: مطار سخيبول أمستردام |
| الخطوط التونسية                 | مطار تونس قرطاج الدولي |
| الخطوط الجوية التركية           | مطار إسطنبول الدولي |
| فولوتيا                         | Ancona، مطار نابولي، مطار تورينو، Verona موسمي: مطار أثينا الدولي، مطار دوفيل نورماندي، Florence، مطار ليل، Lourdes، مطار ليون سانت إكسوبيري، مطار نانت، مطار نيس كوت دازور، Olbia، مطار سانتوريني (ثيرا) الوطني، مطار ستراسبورغ، مطار تولوز بلانياك، Zakynthos |
| خطوط فيولينغ الجوية             | مطار برشلونة الدولي، Florence |
| ويز للطيران                     | مطار تيرانا الدولي (تبدأ في 25 مارس 2024)، مطار البندقية ماركو بولو |